# Перетягини
Перетя́гини (рос. Перетягины) — присілок у складі Даровського району Кіровської області, Росія. Входить до складу Кобрського сільського поселення.
Населення становить 11 осіб (2010, 18 у 2002).
Національний склад станом на 2002 рік — росіяни 89 %.